# Били Гонсалвес
Аделино Вилијам Гонсалвес (енгл. Adelino William Gonsalves; 10. август 1908 - 17. јул 1977) био је амерички фудбалер, понекад описиван као "Бејб Рут америчкоф фудбала". Преко 25 година је провео играјући у разним америчким професионалним лигама и био члан америчке екипе на ФИФА Светском првенству 1930. и 1934. Члан је Националне фудбалске куће славних.

## Младост
Гонсалвес је било седмо од деветоро деце које су рођене у породици Аугустина и Розе Гонсалвес. Његови родитељи су се доселили из Португалије две године пре његовог рођења. Иако је рођен у Портсмауту, Род Ајланд, Гонсалвес је одрастао у Фол Риверу, Масачусетс. Одличан спортиста, Гонсалвес је боксовао и играо и бејзбол и фудбал. Када му је било четрнаест, Гонсалвес је почео да игра за Pioneer, локални аматерски тим. Затим је играо за Charlton Mill и Liberal. 1926. године потписао је уговор са Lusitania Recreation Club у Источном Кембриџу, Масачусетс. Године 1927. Lusitania је освојила титуле града Бостона и окружне лиге. 

## Професионална каријера
1927. године, Boston Soccer Club америчке фудбалске лиге у Бостону (АСЛ) потписао је са Гонсалвесом. Са деветнаест година у то време, Гонсалвес се придружио тиму који је претходне сезоне заузео друго место у АСЛ-у и имао је талентоване међународне играче. Налазећи да је тешко пробити се у почетни састав, Гонсалвес није играо утакмицу са Boston-ом све до Бадње вечери. Ипак, добио је прилику, зграбио је и постигао гол два минута касније. Шест пута је погодио мрежу у наредних двадесетак утакмица. Те сезоне су Wonder Workers узели и титулу у лиги. 
Гонсалвес је провео још једну сезону са Wonder Workers-има пре него што се преселио у Fall River Marksmen из свог родног града 1929. године. Од тренутка када им се придружио, па све док се тим није повезао са New York Soccer Club-ом у лето 1930. године у New York Yankees, Гонсалвес је одиграо седамдесет пет утакмица и постигао четрдесет девет голова. Поред тога, био је вођа асистенције тима. 
Док је играо са Marksmen-има, Гонсалвес је створио смртоносно упечатљиво партнерство са још једним локалним играчем, Бертом Патенаудеом. Њих двојица довели су Fall River до титуле у Националном отвореном купу 1930. и 1931. Све у свему, Гонславес је турнир освојио рекордних осам пута. Велика депресија и фудбалски ратови узели су данак у Америчкој фудбалској лиги и тимови су се почели спајати или преклапати. 
У то време Америчка фудбалска лига се распала и Гонсалвес је почео да тражи друге играчке могућности. 1933. године Гонсалвес се пребацио на запад. Те године, Гонсалвес је свом животопису додао још једну титулу Националног купа, овај пут са својим новим тимом. Гонсалвес је провео сезону 1933-1934 са Stix, Baer and Fuller F.C, освојивши титулу лиге. На крају сезоне придружио се америчкој репрезентацији за ФИФА Светско првенство 1934. у Италији. 
По повратку у Сент Луис, Гонсалвес је прешао у нови тим и провео сезону 1934-1935 са Central Breweries, освојивши титулу лиге и Национални куп 1935. 1935. Гонсалвес се преселио, овај пут у St. Louis Shamrocks. Октобра 1937. Гонсалвес их је напустио Shamrocks и потписао уговор са St. Patrick's. Међутим, Shamrocks је тужио St. Patrick's и St. Patrick's се измирио ван суда пристајући на трговину играча. Упркос споразуму, Гонсалвес је одлучио да не игра ни за један тим и уместо тога је потписао са Beltmars у полу-професионалној другој дивизији општинске лиге Ст. Луис. У фебруару 1938. Гонсалвес је прешао у клуб South Side Radio. Завршио је сезону са њима пре него што је прешао у Chicago Manhattan Beer. Потом се 1940. године вратио на исток, придруживши се Healy  F.C. у Националној фудбалској лиги Њујорка, освојивши титулу лиге 1941. године. Године 1941. прешао је, овога пута у Kearny Scots друге америчке фудбалске лиге (АСЛ) која је створена 1933. године после пропасти првог АСЛ-а. Гонсалвес је провео само једну сезону са Kearny Scots, пре него што је прешао у Brooklyn Hispano. Нетипично за њега, Гонсалвес је наредних пет сезона провео са њима. У својој првој сезони постигао је осам голова у шеснаест утакмица. Brooklyn Hispano је такође освојио Национални куп 1943. и 1944. године.
1947. Гонсалвес је напустио Brooklyn Hispano да би играо за Newark Germans ниже дивизије Немачке америчке фудбалске лиге. 1948, тим је постао познат једноставно као Newark F.C, а Гонсалвес је остао са тимом до повлачења из професионалног играња 1952. 
Према Стиву Холројду, у професионалној каријери која је трајала двадесет и пет година, "Гонсалвес је такође био савршен џентлмен на терену: легенда каже да га никада нису опоменули или избацили из било које утакмице због грубе игре или нежељеног понашања." 

## Национални тим
Гонсалвес је играо шест пута за Сједињене Државе, укључујући прва два ФИФА Светска првенства 1930. и 1934. Постигао је један погодак за САД. 
Гонсалвес је умро у Кернију, Њу Џерзи, у својој 68. години. Био је ожењен са Мери Гонсалвес. Гонсалвес је био део уводне класе у Националној кући славних Сједињених Држава 1950. године.